# شاندین
شاندین (به انگلیسی: Chandeen) پروژهٔ موسیقی اهل فرانکفورت آم ماین می‌باشد که در سال ۱۹۹۰ به‌وجود آمد و در عرصهٔ دارک ویو نیمۀ اول دههٔ ۱۹۹۰ محبوب بود. این گروهٔ موسیقی سبک خود را «الکترونیک پوئتری» نامیده‌است.